# XFV-14 (架空の軍用機)
XFV-14は鳴海章の航空小説『ゼロシリーズ』の第3作目『スーパー・ゼロ』に登場する架空の軍用機。
シリーズ前作『ネオ・ゼロ』で登場した、航空自衛隊が極秘に開発した支援戦闘機 FSX-90を元に、アメリカ軍が開発したS/VTOL戦闘機。A-12アベンジャーIIの代替として開発された。

## 特徴
XFV-14には単座のXFV-14Aと複座のXFV-14Bがある。操縦席はF-16をベースに作られ、グラスコックピットになっている。また、操縦桿はF-16同様サイドスティックである。
兵装はASRAAMとAMRAAM、M61 20mmバルカン砲などである。
電子戦装置に全方位レーダーと受動型赤外線追尾システムなどがあるほか、特筆すべきものとして、脳と機体を直接つなぎ、思考によって操縦できる装置「超思考・電子感応装置」(SMES)を装備する。
また、アフターバーナーを装備していないが、超音速での飛行が可能である。